# Zoltan Lunka
Zoltan Lunka (Miercurea Nirajului, 22 maggio 1970) è un ex pugile tedesco.

## Palmarès

### Olimpiadi
- 1 medaglia:
  - 1 bronzo (Atlanta 1996 nei pesi mosca)

### Mondiali dilettanti
- 1 medaglia:
  - 1 oro (Berlino 1995 nei pesi mosca)